# Oxytate
Genre
Synonymes
- Dieta Simon, 1880
- Rhytidura Thorell, 1895

Oxytate est un genre d'araignées aranéomorphes de la famille des Thomisidae.

## Distribution
Les espèces de ce genre se rencontrent en Asie, en Afrique subsaharienne et en Australie.

## Liste des espèces
Selon World Spider Catalog (version 23.0, 27/05/2022) :
- Oxytate argenteooculata (Simon, 1886)
- Oxytate attenuata (Thorell, 1895)
- Oxytate bhutanica Ono, 2001
- Oxytate bicornis Liu, Liu & Xu, 2017
- Oxytate capitulata Tang & Li, 2009
- Oxytate chlorion (Simon, 1906)
- Oxytate clavulata Tang, Yin & Peng, 2008
- Oxytate concolor (Caporiacco, 1947)
- Oxytate elongata (Tikader, 1980)
- Oxytate forcipata Zhang & Yin, 1998
- Oxytate greenae (Tikader, 1980)
- Oxytate guangxiensis He & Hu, 1999
- Oxytate hoshizuna Ono, 1978
- Oxytate isolata (Hogg, 1914)
- Oxytate jannonei (Caporiacco, 1940)
- Oxytate kanishkai (Gajbe, 2008)
- Oxytate leruthi (Lessert, 1943)
- Oxytate lobia Lee, Yoo & Kim, 2021
- Oxytate mucunica Liu, 2022
- Oxytate multa Tang & Li, 2010
- Oxytate palmata Liu, Liu & Xu, 2017
- Oxytate parallela (Simon, 1880)
- Oxytate phaenopomatiformis (Strand, 1907)
- Oxytate placentiformis Wang, Chen & Zhang, 2012
- Oxytate ribes (Jézéquel, 1964)
- Oxytate sangangensis Tang, Bao, Yin & Kim, 1999
- Oxytate striatipes L. Koch, 1878
- Oxytate subvirens (Strand, 1907)
- Oxytate taprobane Benjamin, 2001
- Oxytate virens (Thorell, 1891)

## Systématique et taxinomie
Ce genre a été décrit par L. Koch en 1878 dans les Philodromidae. Il est placé dans les Thomisidae par Simon en 1895.
Dieta a été placée en synonymie par Song, Feng et Shang en 1982.
Rhytidura a été placée en synonymie par Ono en 1988.

## Publication originale
- L. Koch, 1878 : « Japanesische Arachniden und Myriapoden. » Verhandlungen der Zoologisch-Botanischen Gesellschaft in Wien, vol. 27, p. 735-798 (texte intégral).